# Tumulus de Marcinelle
Le tumulus de Marcinelle est un tumulus gallo-romain situé à Marcinelle, section de la ville de Charleroi, dans la province de Hainaut, en Belgique.

## Localisation

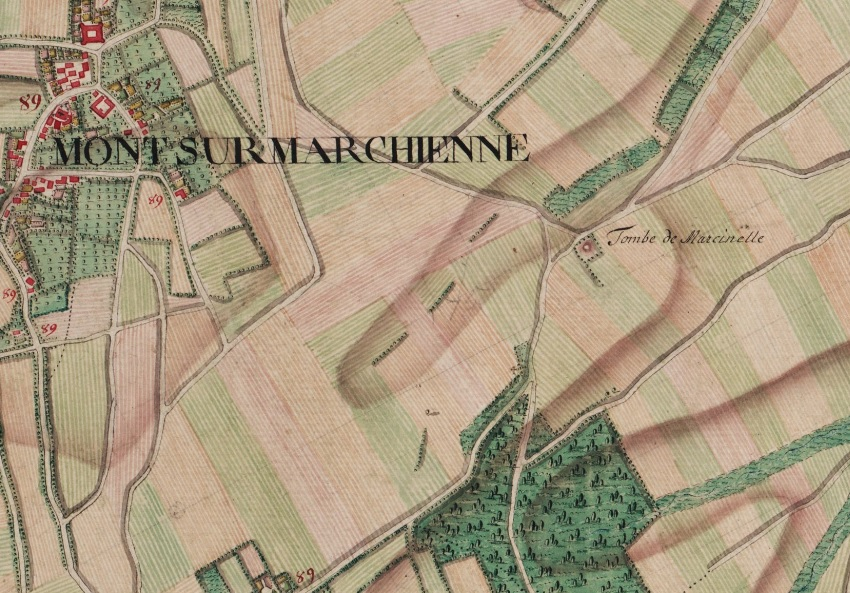
La tombe de Marcinelle sur la carte de Ferraris du XVIII

Le tumulus est situé au n° 249 de la rue de la Tombe, au fond d'un jardin.

## Histoire
Le tumulus date du IIe siècle et fut fouillé dès 1836.

## Description
D'un diamètre d'environ 53 m à la base et d'une hauteur de 8 m, il est actuellement planté de tilleuls et de buissons.
Mesure de la hauteur prise avec un Drone

## Protection
Il est classé au patrimoine de la Région wallonne depuis 1992.

## Alentours
Non loin de là, des restes d'une villa gallo-romaine furent mis au jour en 1973 lors de travaux autoroutiers. D'après le matériel retrouvé dans les substructures, elle daterait du Ier au IIIe siècle,.